# Schron amunicyjny „Łysa Góra”
Schron amunicyjny „Łysa Góra” został wzniesiony w latach 1913–1914 według typowego projektu opracowanego przed 1913 rokiem. Posiada konstrukcję kamienno-ceglaną ze stropem stalowo-betonowym, pokrytym blachą. Schron posiada jedno duże pomieszczenie magazynowe doświetlone dwoma oknami. Podzielono go ścianką działową z cegły na przedsionek i izbę właściwą. Ścianka działowa posiada otwór strzelniczy osłaniający wejście. W przedsionku znajdowała się pompa, a pod poziomem podłogi cysterna na wodę. Stosowano oświetlenie naftowe, lampy umieszczano w niszach ściennych zamykanych oszklonymi drzwiczkami. Wejście do schronu zamykane było dwuskrzydłowymi drzwiami pancernymi i kratą ze stalowych prętów na ramie z kątownika, okna zabezpieczały okiennice pancerne. Schron zachowany jest w złym stanie, nie jest obsypany ziemią, elementy wyposażenia zostały zezłomowane.